# Pindarus Thebanus
Pindarus Thebanus, másik nevén Homerus Latinus, Homérosz Iliaszának latin nyelvű, hexameterekben írott tartalmi kivonata. Egyes kutatók Silius Italicusnak tulajdonítják, de ez nem bizonyos. Az egyetlen biztos tény, hogy a mű a római irodalom ezüstkorában, az 1. században vagy a 2. században keletkezett.